# Frederick Douglass: Diễn văn Tưởng niệm Abraham Lincoln

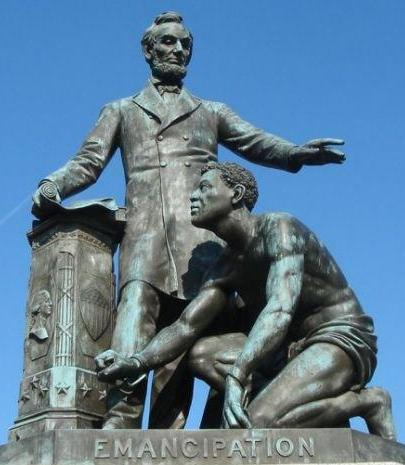
Tượng đài Giải phóng Nô lệ, tại địa điểm nầy Frederick Douglass đọc Diễn văn Tưởng niệm Abraham Lincoln.

Diễn văn Tưởng niệm Abraham Lincoln là một trong những bài diễn văn nổi tiếng của Frederick Douglass, được tác giả đọc tại lễ khánh thành Tượng đài Giải phóng Nô lệ vào ngày 14 tháng 4 năm 1876, mười một năm sau khi Abraham Lincoln, Tổng thống thứ 16 của Hoa Kỳ, bị ám sát.
Trong bài diễn văn, Douglass gọi Lincoln là "Tổng thống tử đạo đầu tiên của Hoa Kỳ" và miêu tả Lincoln là người "có khí chất anh hùng", từ thời niên thiếu đã được tôi luyện trong một môi trường sống nghiệt ngã để trở thành một chính khách đủ sức đảm đương sứ mạng người dân Mỹ phó thác qua lá phiếu, ông đã lãnh đạo đất nước trải qua một giai đoạn căng thẳng và phức tạp, ông phải đứng trước một quyết định khó khăn, "hoặc là đem đất nước này thoát ra khỏi cuộc khủng hoảng rồi sẽ được thịnh vượng, hay là để nó bị chia cắt rồi sẽ bị suy tàn".
Đồng thời, Douglass đưa ra những nhận xét thẳng thắn về vị tổng thống quá cố, kể cả những điều tiêu cực. Gọi Lincoln là "tổng thống của người da trắng", Douglass chỉ trích Lincoln vì thái độ chần chừ đối với cuộc đấu tranh giải phóng nô lệ, lại ghi nhận rằng mặc dù Lincoln chống đối việc mở rộng chế độ nô lệ, trong giai đoạn đầu ông vẫn không chịu ủng hộ việc loại bỏ chế độ nô lệ.
Mặt khác, Douglass cũng nhắc đến niềm tin và sự kỳ vọng của người da đen hướng về Lincoln mặc dù những khiếm khuyết ấy của nhà lãnh đạo, bởi vì họ "khẳng định rằng thời cơ và con người đều hội tụ nơi Abraham Lincoln" để họ còn có cơ may được giải phóng khỏi chế độ nô lệ.

## Hai con người, hai tính cách

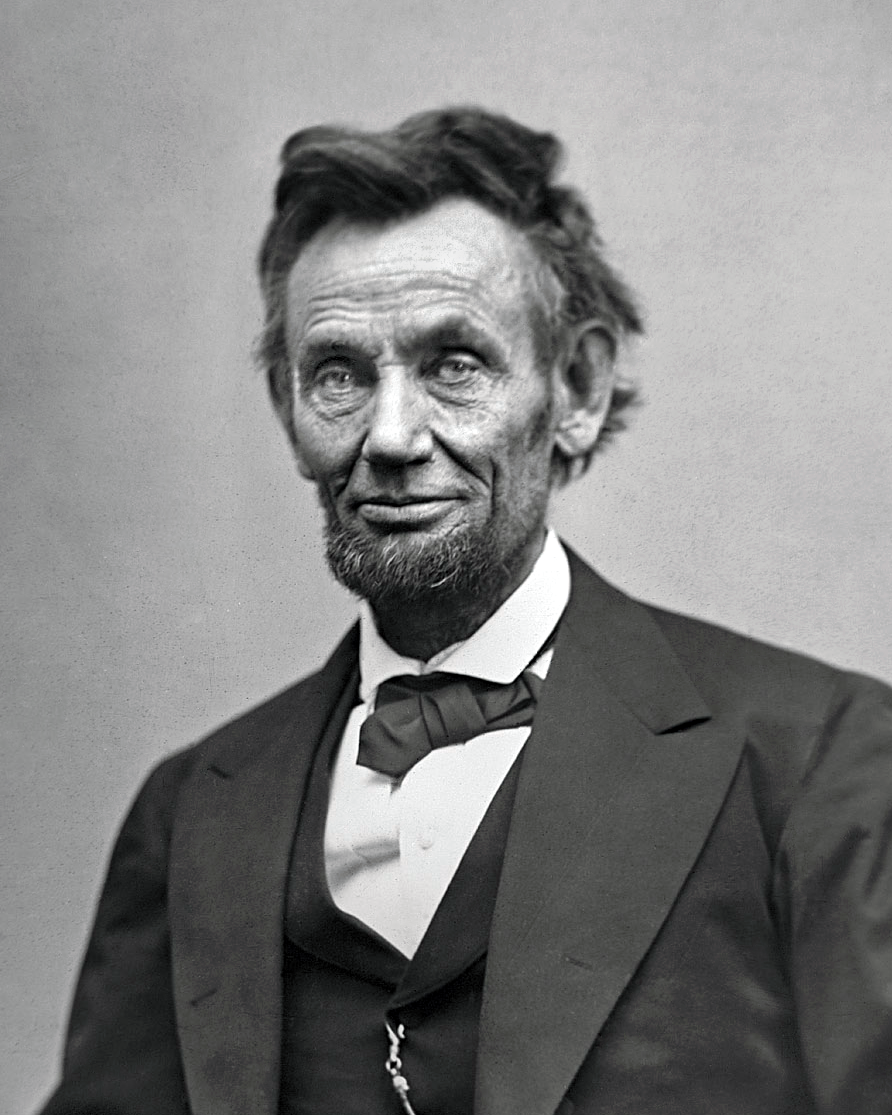
Abraham Lincoln.

Trong khi Abraham Lincoln nổi tiếng là "Nhà Giải phóng Vĩ đại", người đã cống hiến đời mình để chấm dứt chế độ nô lệ cũng như kết thúc cuộc Nội chiến thì Frederick Douglass, một nô lệ đào thoát, được biết đến như là một nhà hoạt động xã hội không mệt mỏi cho phong trào bãi nô và quyền bình đẳng cho người Mỹ gốc Phi cùng quyền bầu cử cho phụ nữ.
Mặc dù chia sẻ với nhau những điểm chung - là nô lệ hoặc đến từ một giai tầng nghèo khó ở vùng biên địa, cả hai đều tự học và tự lập thân, đều là những nhà hùng biện xuất chúng, đều là bậc thầy trong nghệ thuật sử dụng ngôn từ để cổ xúy và quảng bá những lý tưởng cao đẹp - và cùng theo đuổi mục tiêu tranh đấu cho một xã hội bình đẳng, Lincoln và Douglass lại lớn lên trong những môi trường sống hoàn toàn khác biệt, điều này ảnh hưởng đến tiến trình hình thành nhận thức của mỗi người.

### Lập trường ban đầu của Lincoln
Dù căm ghét chế độ nô lệ từ khi còn niên thiếu, giai đoạn đầu trong hoạt động chính trường, Lincoln vẫn giữ lập trường ủng hộ chính sách phân biệt màu da, tách riêng người da đen khỏi người da trắng, và duy trì chế độ nô lệ tại những nơi nó đang hiện hữu. Dù tin rằng chế độ nô lệ tự nó sẽ lụi tàn, Lincoln ủng hộ sử dụng biện pháp trấn áp nếu nô lệ tự đấu tranh giành tự do, ông cũng không ủng hộ sự bình đẳng chủng tộc, kêu gọi trục xuất người da đen, lại còn lập kế hoạch đưa người da đen (cả nô lệ lẫn tự do) trở về châu Phi. Lincoln tin quyết rằng người da trắng và người da đen không nên sống chung với nhau trên lãnh thổ Hoa Kỳ.
Ngay cả lúc vận động tranh cử Tổng thống năm 1860, Lincoln muốn có một cam kết theo đó liên bang không can thiệp vào vấn đề nô lệ tại các tiểu bang đang duy trì chế độ này. Tuy nhiên, đến thời điểm chấm dứt cuộc Nội chiến, Lincoln hoàn toàn trở thành một con người khác.

### Cuộc đấu tranh của Douglass

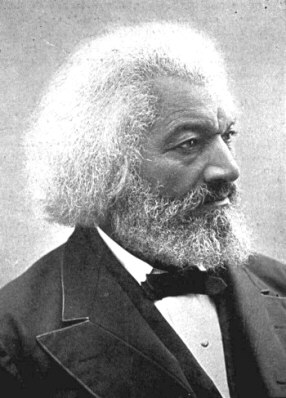
Frederick Douglass.

Một trong những tác nhân giúp Lincoln thay đổi quan niệm về chủng tộc là Frederick Douglass. Là một nô lệ tự học và đào thoát khỏi tiểu bang Maryland để lên phương Bắc tìm kiếm một nơi trú ẩn an toàn, Douglass đến New York trong năm 1863. Trước khi bùng nổ cuộc nội chiến, Douglass hoạt động tích cực cho phong trào bãi nô. Ông thường xuyên được mời diễn thuyết về sự tự do cũng như quyền của người da đen. Ông thuật lại trải nghiệm của mình khi còn là nô lệ. Chẳng bao lâu, Douglass trở nên một diễn giả nổi tiếng đi khắp miền Bắc để vận động chống chế độ nô lệ, dù ông gặp không ít khó khăn khi đối diện với những đám đông người da trắng chống đối. Douglass cũng xuất bản tờ nhật báo North Star trình bày và cổ xúy cho lập trường bãi nô.
Trong khi Douglass đấu tranh chống chế độ nô lệ thì Lincoln vận động để trở thành Tổng thống Hoa Kỳ. Khi Lincoln đắc cử, các tiểu bang miền Nam tuyên bố rút khỏi Liên bang bởi vì Lincoln không cho phép chế độ nô lệ bành trướng sang những vùng lãnh thổ miền Tây mặc dù ông ủng hộ việc duy trì chế độ nô lệ ở miền Nam. Tháng 4 năm 1861, chiến tranh bùng nổ, và cùng với những diễn biến của cuộc nội chiến, dần dà chính kiến của Lincoln cũng thay đổi.
Khởi thủy, Lincoln chỉ quan tâm đến việc bảo vệ sự thống nhất của Liên bang, Frederick Douglass bước vào, công khai chỉ trích Tổng thống, chính phủ, cũng như mục tiêu hàng đầu của Tổng thống là bảo vệ Liên bang. Nỗi sợ lớn nhất của Lincoln là Hiệp Chúng Quốc Hoa Kỳ bị giải thể.
Đó là lúc Douglass tích cực vận động nhằm thay đổi lập trường của Lincoln và chính phủ của ông, cố thuyết phục họ rằng mục tiêu của cuộc chiến là chống lại chế độ nô lệ. Đó cũng là thời điểm khởi đầu mối quan hệ gây nhiều ảnh hưởng giữa Abraham Lincoln và Frederick Douglass. Tháng 6 năm 1861, Douglass lên tiếng chỉ trích những người như Tổng thống Lincoln vì đã im lặng trong vấn đề nô lệ để duy trì sự đoàn kết ở miền Bắc. Trong một bài diễn văn đọc vào tháng 1 năm 1862, ông lại công khai phê phán Tổng thống về chính sách giao trả nô lệ chạy trốn cho chủ nô cũng như quyết định vô hiệu hóa mệnh lệnh của Tướng John C. Freemont giải phóng nô lệ đang bị cầm giữ ở Missouri.
Douglass tiếp tục những chuyến đi diễn thuyết khắp miền Bắc để tìm kiếm sự ủng hộ cho phong trào bãi nô. Ông kêu gọi cho phép người nô lệ gia nhập quân đội để chiến đấu cho Liên bang, và gia tăng áp lực trên Lincoln. Ông nói Tổng thống đã không theo kịp diễn biến của thời cuộc. Trong suốt mùa xuân và mùa hè năm 1862, Douglass không che giấu nỗi thất vọng đối với Lincoln vì đã không chịu tập trung vào mục tiêu giải phóng nô lệ.

### Tuyên ngôn Giải phóng Nô lệ

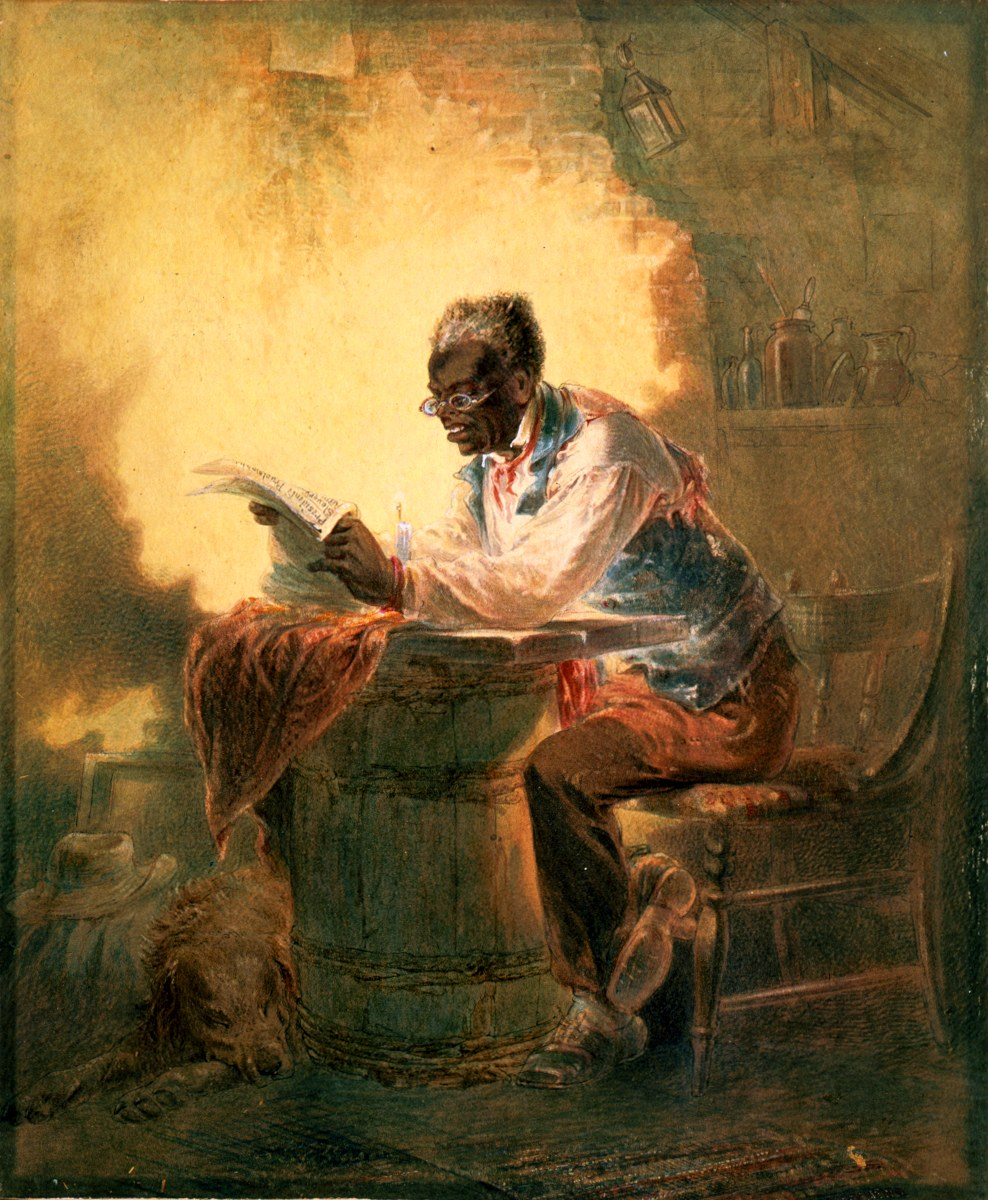
Một người da đen đọc tin "Tổng thống giải phóng nô lệ" trên một tờ nhật báo, tranh Henry Louis Stephens (c. 1863)

Chưa bao giờ có cơ hội gặp gỡ Lincoln, Douglass cũng không nghĩ rằng những điều ông nói có tác động đến Tổng thống. Tuy nhiên, Lincoln đã lắng nghe. Tháng 7 năm 1862, Tổng thống trình bày trước nội các phác thảo đầu tiên của bản Tuyên ngôn Giải phóng Nô lệ. Không dễ dàng gì cho Lincoln khi soạn thảo bản Tuyên ngôn bởi vì ông bị chỉ trích từ mọi phía. Tháng 8 năm 1862, khi trao đổi thư tín với Horace Greely, chủ bút tờ New York Tribune, Lincoln trình bày rõ ràng lập trường của ông về vấn đề nô lệ: Sẽ giải phóng tất cả nô lệ nếu điều này cứu được Liên bang, hoặc sẽ không cho nô lệ nào được tự do nếu điều này cũng cứu được Liên bang.
Ngày 22 tháng 9 năm 1862, bản Tuyên ngôn Giải phóng Nô lệ được công bố, văn kiện này có hiệu lực kể từ ngày 1 tháng 1 năm 1863. Sau khi bản Tuyên ngôn được công bố, Thống đốc tiểu bang Massachusetts, John Andrews, thỉnh cầu thành lập một lữ đoàn gồm người da đen. Bộ trưởng Chiến tranh, Edwin Stanton, và Tổng thống đều đồng ý. Theo yêu cầu của Andrews, Douglass tham gia tuyển mộ binh sĩ da đen, trong một bài diễn văn, ông kêu gọi họ "thà chết trong tự do còn hơn sống nô lệ."
Cuối tháng 7 năm 1863, Douglass có cuộc hội kiến đầu tiên với Lincoln tại văn phòng Tổng thống. Lincoln cho biết ông tin rằng cách duy nhất để kết thúc chiến tranh là cho nô lệ được tự do và tuyển dụng họ làm việc cho Liên bang.
Lincoln đắc cử Tổng thống nhiệm kỳ thứ hai. Ngày 4 tháng 3 năm 1865, Douglass đến dự lễ nhậm chức, nhưng sau đó ông bị lính canh ngăn chặn khi muốn vào dự gala mừng lễ nhậm chức, Tổng thống phải đích thân can thiệp, hai người gặp nhau và trò chuyện cách thân tình. Cả Douglass và Lincoln đều không biết rằng đó là gần gặp gỡ cuối cùng của họ.

### Lincoln bị ám sát
Nội chiến kết thúc vào ngày 9 tháng 4 năm 1865 khi Tướng Lee đầu hàng Tướng Grant. Hai ngày sau, trên bãi cỏ của Tòa Bạch Ốc Lincoln đọc bài diễn văn sau cùng của mình, cho biết mục tiêu duy nhất của chính phủ là đem những tiểu bang ly khai trở về với "mối quan hệ chính đáng". Ngày 14 tháng 4, khi đang xem kịch tại Nhà hát Ford, Abraham Lincoln bị ám sát.
Mười một năm sau, ngày 14 tháng 4 năm 1876, trong buổi lễ khánh thành Tượng đài Giải phóng Nô lệ, trước sự hiện diện của Tổng thống Ulysses S. Grant, nhiều viên chức chính phủ, và đông đảo người da đen, Douglass đọc bài diễn văn tưởng niệm Abraham Lincoln. Cử tọa, chịu cảm động bởi bài diễn văn, đã đứng lên hoan hô Douglass. Mary Todd Lincoln, phu nhân của vị tổng thống quá cố, tặng Frederick Douglass chiếc gậy đi đường của chồng bà. Trong bức thư cảm ơn gởi bà Lincoln, Douglass viết, "Tôi chắc rằng kỷ vật vô giá này sẽ ở bên cạnh tôi trong khi tôi còn sống như là một vật thiêng liêng, không chỉ là bằng chứng để tôi có lý do hiểu rằng Tổng thống xem tôi là thân tình mà còn cho thấy sự quan tâm của ông đối với phúc lợi của toàn thể chủng tộc của tôi".

## Trích dẫn
| “ | Các bạn hữu và đồng bào thân mến của tôi, Câu chuyện về sự hiện diện của chúng ta tại nơi này sẽ sớm được truyền tụng. Chúng ta tề tựu về đây tại Hạt Columbia, chúng ta có mặt ở đây tại thành phố Washington, địa điểm rạng ngời nhất trên lãnh thổ nước Mỹ; một thành phố vừa chuyển mình để trở nên xinh đẹp không chỉ trong cảnh quang mà cả trong tinh thần. Chúng ta có mặt ở đây, tại nơi những con người tốt nhất và tài năng nhất được cử đến để thiết kế chính sách, ban hành luật, và uốn nắn định mệnh của Nền Cộng hòa. Chúng ta có mặt ở đây, những hàng cột uy nghi và mái vòm hùng vĩ của điện Capitol đang ngắm nhìn chúng ta. Chúng ta có mặt ở đây, mặt đất thoáng đãng được điểm tô bằng màu xanh của lá và sắc màu rực rỡ của hoa dành cho ngôi giáo đường của chúng ta, để những người thuộc mọi dân tộc, mọi màu da, và mọi giai tầng hội tụ tại đây như một giáo đoàn – tóm lại, chúng ta có mặt tại đây để bày tỏ, bằng cách tốt nhất trong hình thức và lễ nghi thích hợp, lòng biết ơn đối với thành quả vĩ đại, cao cả, và ưu việt mà Abraham Lincoln đã cống hiến cho chúng ta, cho đất nước, và cho toàn thế giới... Sự thật buộc tôi phải thừa nhận, ngay cả tại đây cạnh tượng đài chúng ta xây dựng để tưởng nhớ ông, Abraham Lincoln, trong ý nghĩa đầy đủ nhất của lời nói, không phải là người của chúng ta, cũng không phải là hình mẫu cho chúng ta. Trong các mối quan tâm, kết giao, tư duy, và định kiến, ông là người da trắng. Rõ ràng ông là Tổng thống của người da trắng, hiến mình cho phúc lợi của người da trắng. Trong thời gian đầu của nhiệm kỳ, ông sẵn lòng bác bỏ, trì hoãn, và hi sinh quyền của người da màu để gia tăng phúc lợi cho người da trắng. Trong nền giáo dục và trong tình cảm của mình, ông là Người Mỹ của người Mỹ. Ông nhậm chức Tổng thống dựa trên nguyên tắc duy nhất, đó là chống lại sự bành trướng của chế độ nô lệ. Lập luận của ông trong việc triển khai chính sách này bắt nguồn từ tinh thần ái quốc dành cho chủng tộc của ông. Để che chở, bảo vệ, và kéo dài chế độ nô lệ vẫn còn tồn tại ở một số tiểu bang, Abraham Lincoln hành xử quyền lực chẳng khác gì những Tổng thống khác... Ông sẵn lòng săn đuổi, bắt giữ, rồi giao trả những nô lệ đào thoát về cho chủ của họ, và trấn áp những cuộc nổi dậy của nô lệ đòi tự do... Chủng tộc của chúng ta không ở trong số những mục tiêu ông đang quan tâm. Tôi phải thú nhận với quý vị, đồng bào da trắng của tôi, một điều hiển nhiên. Từ đầu đến cuối, quý vị và lợi ích của quý vị là những gì ông hướng đến với tình cảm sâu sắc nhất cùng mối quan tâm chân thành nhất. Quý vị là con dân của Abraham Lincoln. Chúng tôi chỉ là con ghẻ, con nuôi, thứ con dân bị buộc phải cưu mang. Quý vị nên ca tụng ông, nuôi dưỡng và duy trì những hồi ức về ông, xây dựng nhiều tượng đài, treo ảnh ông cao trên vách, và noi theo gương ông. Bởi vì quý vị đã có một người bạn, một người bảo trợ lớn tuyệt vời... Song, trong khi quý vị, với của cải dư dật, với sự thành tâm và lòng yêu nước, làm tất cả những điều đó, tôi nài xin quý vị đừng khinh thị sự dâng hiến khiêm nhường của chúng tôi trong ngày này; bởi vì khi giải cứu quý vị vì đã duy trì nền thống nhất của đất nước thì Abraham Lincoln cũng giải phóng chúng tôi khỏi gông cùm... Trong những giờ phút đen tối và hiểm nghèo nhất của Nền Cộng hòa, cái tên Abraham Lincoln vẫn gần gũi và thân thiết với chúng tôi. Chúng tôi không còn hổ thẹn về ông ngay cả khi chúng tôi bị vây phủ bởi những đám mây đen, sự nghi ngờ, và sự thua bại cũng như khi nhìn thấy ông được tôn cao trong chiến thắng, danh dự, và vinh hiển. Lòng tin chúng tôi dành cho ông đã được tôi luyện đến đỉnh điểm, và chưa bao giờ bị xói mòn. Khi ông cứ mãi chần chừ, khi ông nói rằng chúng tôi là kẻ gây ra chiến tranh, khi ông bảo rằng chúng tôi nên rời bỏ đất nước nơi chúng tôi sinh ra, khi ông không cho chúng tôi nhập ngũ để bảo vệ Liên bang, ngay cả sau khi chấp nhận chúng tôi như những người lính da màu, ông lại không chịu trừng phạt những kẻ đã tra tấn và giết chúng tôi như là những tù nhân da màu, khi ông bảo rằng ông có thể cứu Liên bang nếu duy trì chế độ nô lệ, khi ông hủy bỏ bản Tuyên ngôn Giải phóng Nô lệ của Tướng Fremont... chúng tôi thấy hết, có những lúc chúng tôi đau buồn, kinh ngạc, và hoang mang cùng cực, nhưng trái tim chúng tôi vẫn hướng về ông dù chúng bị tổn thương và rướm máu... Mặc cho sương khói bao quanh ông, mặc cho sự hỗn độn, gấp rút, và hỗn loạn của thời điểm ấy, chúng tôi vẫn có thể có cái nhìn toàn diện về Abraham Lincoln, và cảm thông cho hoàn cảnh và vị trí của ông. Chúng tôi nhìn xem, thẩm định, và đánh giá ông, không chỉ qua những lời tản mạn ông nói với đám cử tọa nông cạn và buồn chán là những người thường thử thách lòng kiên nhẫn của ông, cũng không phải qua những hành động đơn lẻ bị giằng xé bởi những mối quan hệ, cũng không phải qua những thoáng nhìn vội vàng và thiếu sót vào những thời điểm không thích hợp, nhưng qua sự tra xét toàn diện, trong ánh sáng của những lý lẽ chặt chẽ rút ra từ những sự kiện lớn, và trong ơn thần hựu ấn định tương lai chúng tôi... Chúng tôi khẳng định rằng thời cơ và con người đều hội tụ nơi Abraham Lincoln để chúng tôi được giải phóng... Mặc dù ông yêu Caesar không bằng thành Rome, mặc dù đối với ông Liên bang quan trọng hơn sự tự do và tương lai của chúng tôi, dưới sự cai trị khôn ngoan và hữu dụng của ông chúng tôi thấy mình dần được rút khỏi hố thẳm nô lệ để được nâng lên đỉnh cao của sự tự to và nhân phẩm; dưới sự cai trị khôn ngoan và hữu dụng của ông, và bởi những quyết sách do ông chuẩn thuận và quyết liệt thi hành, chúng tôi đã thấy những hàng chữ thể hiện sự định kiến và đày ải lưu truyền qua các thời đại mau chóng tàn phai trên bề mặt của đất nước chúng tôi... Có người da màu nào, có người da trắng nào, là những người mong muốn mọi người đều được tự do, có thể quên được buổi tối trước ngày 1 tháng 1 năm 1863 khi thế giới đang chờ xem liệu Abraham Lincoln có thực hiện lời hứa của mình. Tôi sẽ không bao giờ quên đêm ấy khi từ một thành phố xa xôi tôi ngóng trông và nhìn xem một đám đông ba ngàn người đang nóng lòng chờ nghe [bản tuyên ngôn]. Tôi cũng không thể quên niềm vui và lòng biết ơn vỡ òa khi bản tuyên ngôn được công bố. Trong giây phút hạnh phúc ấy, chúng ta quên hết mọi sự trì hoãn, e dè của ông, mà mong ước dành cho Tổng thống nhiều thời gian hơn để hành động, để rộng lời hơn khi phát biểu, cùng nhiều điều kiện làm việc mà một chính khách cần có để hoàn thành những quyết sách lớn và hữu dụng cho tự do và tiến bộ... Ai cũng có thể nói nhiều điều về Abraham Lincoln, nhưng không ai có thể kể điều gì mới về Abraham Lincoln. Người dân Mỹ biết rõ tính cách và hành động của ông nhiều hơn bất kỳ ai khác sống cùng thời với ông. Ông gần gũi với những ai gặp và nghe ông nói. Mặc dù ở địa vị cao trọng, những người thấp hèn nhất có thể tìm đến ông mà cảm thấy thoải mái khi gặp ông. Mặc dù sâu sắc, ông rất trong sáng; mặc dù mạnh mẽ, ông rất dịu dàng; mặc dù quyết đoán trong xác tín, ông khoan hòa đối với những ai khác quan điểm, và kiên nhẫn lắng nghe lời chỉ trích... Sinh ra và lớn lên giữa những người thấp hèn, xa lạ với nếp sống giàu có xa hoa. Từ thuở ấu thơ cho đến lúc trưởng thành, ông phải chống chọi với cuộc sống nghiệt ngã để trở nên một người mạnh mẽ và quả cảm đủ để thực hiện sứ mạng vĩ đại mà đồng bào ông phó thác qua lá phiếu. Điều kiện sống khắc nghiệt từ thời niên thiếu, chắc sẽ chà nát những kẻ yếu hèn, thì lại cung ứng thêm sức sống, mãnh lực, sự sôi nổi và hưng phấn cho khí chất anh hùng của Abraham Lincoln. Ông được tôi luyện để đáp ứng mọi đòi hỏi của công việc... Suốt cả ngày ông phải vào rừng xẻ những khúc gỗ lớn, buổi tối ông miệt mài học ngữ pháp tiếng Anh cho đến khuya dưới ánh lửa bập bùng của lò sưởi. Với búa rìu, chày vồ, nêm, chày, ông thành thạo trên mặt đất. Với mái chèo, sào chống, ván bè, ông thuần thục dưới nước. Dù đang ở trên chiếc bè xuôi dòng Mississipi hay đang ngồi cạnh lò sưởi trong túp lều gỗ ở vùng biên địa, ông vẫn là người của công việc. Là người con của giới lao động, ông buộc mình vào tình cảm anh em với người lao động trên mọi vùng đất của Nền Cộng hòa. Chính yếu tố này đã cho ông sức thu hút đặc biệt đối với người dân Mỹ khiến họ không chỉ chọn ông vào chức vụ Tổng thống mà còn giúp ông duy trì quyền lực. Ngay khi nhậm chức Tổng thống Hoa Kỳ, một chức vụ ngay cả khi trong tình thế thuận lợi nhất cũng là sự thử thách căng thẳng đối với những người tài năng nhất, Abraham Lincoln lại phải đối đầu với một cuộc khủng hoảng nghiêm trọng. Ông được chọn không chỉ để lãnh đạo chính quyền nhưng cũng để quyết định, giữa vô vàn khó khăn, số phận của Nền Cộng hòa. Một cuộc nổi dậy táo tợn cản bước ông. Trong thực tế Liên bang đã bị giải thể, đất nước bị xâu xé và cắt xén thành nhiều mảnh. Những đạo quân thù địch sẵn sàng chống lại Nền Cộng hòa. Vấn đề lớn và cấp bách đối với ông là phải quyết định xem nên đem đất nước này thoát ra khỏi cuộc khủng hoảng rồi sẽ được thịnh vượng, hay là để nó bị chia cắt rồi sẽ bị suy tàn... Lincoln rất minh bạch trong nghĩa vụ, và ông có một lời thề trên thiên đàng. Ông can đảm mà lặng lẽ lắng nghe những tiếng nói hoài nghi và sợ hãi xướng lên xung quanh, nhưng ông có một lời thề trên thiên đàng. Và không có sức mạnh nào trên đất có thể khiến người ngư phủ, người sơn cước, người xẻ gỗ chân chất này tránh né hoặc vi phạm lời thề thiêng liêng ấy. Ông không được giáo dưỡng theo lề thói của chế độ nô lệ. Cuộc đời trong sáng của ông khuyến khích tình yêu dành cho sự thật. Nền giáo dục đạo đức ông hấp thu không cho phép ông nói ngược lại những gì ông suy nghĩ. Với Abraham Lincoln, niềm tin vào chính mình và lòng tin dành cho đồng bào của ông thật vĩ đại và đáng kinh ngạc, thật sáng suốt và vững chắc. Ông hiểu rõ người dân Mỹ hơn cả chính họ, và chân lý của ông được lập nền trên sự hiểu biết này. Đồng bào thân mến của tôi, Ngày thứ mười bốn của tháng 4 năm 1865, hôm nay kỷ niệm lần thứ mười một ngày ấy, bây giờ và mãi mãi là ngày tưởng nhớ trong biên niên sử của Nền Cộng hòa. Buổi tối vào ngày này, là ngày tàn của quân phiến loạn hung bạo và khát máu, đám tàn quân của họ đang tháo chạy trước những đạo hùng binh của Grant và Sherman. Đang lúc một quốc gia vĩ đại, bị chiến tranh chia cắt và xâu xé, sẵn sàng cất cao giọng cùng hát bài quốc ca của niềm hoan lạc chào mừng nền hòa bình đang ló dạng, thì mọi người đều sửng sờ chứng kiến đỉnh điểm của tội ác do chế độ nô lệ gây ra – Abraham Lincoln bị ám sát. Thêm một tội ác, một hành động tột cùng của sự hiểm độc, chỉ để thỏa mãn lòng căm hận muốn trả thù. Nhưng suy cho cùng, đó lại là một điều tốt. Nó khiến đất nước này sục sôi hơn lòng ghê tởm đối với chế độ nô lệ cùng tình yêu sâu đậm hơn dành cho nhà giải phóng vĩ đại... Đồng bào thân mến của tôi, Tôi kết thúc như tôi đã bắt đầu, bằng lời chúc mừng. Ngày nay chúng ta đã làm một điều tốt cho chủng tộc của mình. Khi tôn vinh người bạn và là người giải phóng chúng ta, chúng ta cũng dành cho chính mình và con cháu mình niềm vinh dự cao nhất... Bất cứ khi nào người ta nói rằng người da màu vô tâm, không biết tôn quý người nghĩa hiệp. Khi người ta chê trách chúng ta là vô ơn, và họ mưu áp bức chúng ta, các bạn chỉ cần lặng thinh chỉ tay vào đài tưởng niệm chúng ta có hôm nay được xây dựng để tưởng nhớ Abraham Lincoln. | ” |